# Дніпровсько-Орільський природний заповідник
Природний заповідник «Дніпровсько-Орільський» (раніше — Дніпро́всько-Орі́льський приро́дний запові́дник) — природний заповідник в Україні, в межах  Дніпровського району Дніпропетровської області. Розташований у долині Дніпра і плавнів Протовчі (сучасне русло Орелі).
Площа 3 766 гектарів. Створений постановою Ради Міністрів УРСР від 15 вересня 1990 року № 262 на базі загальнозоологічного та орнітологічного заказників «Таромські плавні» та «Обухівські заплави».
Охороняються плавневі ліси, гаї, луки, ділянки автохтонної рослинності: ковила, сон-трава (Pulsatilla), тюльпан, шелюга, чорноклен. Росте 12 видів рослин, занесених у Червону книгу України, і 50 рідкісних для Дніпропетровщини видів. Фауна налічує 44 види ссавців: лось, сарна, олень, свиня дика, заєць сірий, ондатра, єнот уссурійський, бобер, куниця, горностай, борсук. Риб — 50 видів. Фауна птахів заповідника за період досліджень 1991—2021 рр. налічує 196 видів птахів, які належать до 6 екологічних груп (комплексів): водно-болотного, лісового, лучного, синантропного, степового, узлісно-чагарникового.

## Управління заповідником
Заповідник підпорядкований Міністерство захисту довкілля та природних ресурсів України. Дирекція заповідника розміщена у науково-лабораторному корпусі в межах заповідника за адресою: Дніпропетровська область, Дніпровський район,територія Обухівської селищної ради, комплекс будівель та споруд №1. Науковою роботою у заповіднику керує заступник директора з наукової роботи кандидат біологічних наук Задорожна Галина Олександрівна. Науковою та природоохоронною роботою заповіднику опікується Науково-технічна рада.

## Загальна характеристика
Дніпровсько-Орільський природний заповідник створено на базі загальнозоологічного та орнітологічного заказників «Таромські плавні» та «Обухівські заплави».
Заповідник створено з метою збереження унікального ландшафту долини середнього Дніпра і річки Оріль з комплексом характерної флори і фауни. Він є природоохоронною науково-дослідною установою загальнодержавного значення. В установі працюють 71 осіб, з них у науковому підрозділі — 8, серед яких 4 — кандидати біологічних наук, у службі охорони — 15 осіб.
Заповідник репрезентує ландшафт і біорозмаїття долини Дніпра та заплави його притоки — річки Орілі, а також їхніх акваторій.
Суходільна межа заповідника проходить паралельно береговій лінії Дніпра (Дніпровське, або Запорізьке водосховище), в околицях села Миколаївка Петриківського району. Від озера Велика Хатка вона круто повертає на північ і збігається з контурами лісового масиву (штучні лісові насадження). Крайня північна точка території утворює вершину трикутника, від якої межа продовжується на схід, переходить на лівий берег річки Оріль (нове русло) і проходить вздовж нього до місця впадіння у Дніпро. Водна межа заповідника проходить по акваторії водосховища від гирла Орілі до Таромського уступу включно з островами Кам'янистим (квартал 45), Крячиним (квартал 44) і частково Корчуватим (квартал 61). Далі межа заповідника йде вздовж берегової лінії Дніпровського водосховища до Миколаївського уступу. Вздовж межі заповідника по акваторії Дніпровського водосховища встановлена 50-метрова охоронна зона, а всього площа його охоронної зони становить 3125 га.
Ця унікальна територія природно-заповідного фонду України розташована в центрі сучасного індустріального регіону, серед промислового ландшафту, садово-городніх кооперативів тощо. Будівництво Дніпрогесу, освоєння природних ландшафтів, перетворення Дніпра в каскад водосховищ призвели до значної деградації природних екосистем цього регіону.

## Фізико-географічна характеристика

Карто-схема Дніпровсько-Орільського заповідника

За фізико-географічним районуванням територія заповідника належить до Лівобережно-Дніпровсько-Приазовського північно-степового краю Північно-степової підзони Степової зони. Рослинність, згідно з геоботанічним районуванням, належить до Павлоградського (Дніпровсько-Донецького) округу Приазовсько-Чорноморської степової підпровінції Причорноморської (Понтичної) степової провінції Європейсько-Азіатської степової області.
Заповідник розташовується здебільшого на двох терасах Дніпра: на добре розвинутій заплавній терасі завширшки до 2 км, яка тягнеться смугою вздовж Дніпра на 16 км, і другій терасі, яка займає центральну та північну частини території заповідника.
Рельєф заповідника, крім заплави, в центральній та північній частинах горбисто-гривисто-рівнинний і переходить у піщаний степ. Піщані відклади терас під впливом вітрових процесів, особливо на підвищеннях, прийняли вигляд кучугур. Найвищі абсолютні відмітки поверхні в центральній частині заповідника на кучугурах досягають 65—70 м, переважають відмітки 52—54 м. Зниження відміток спостерігається в заплавах до рівня води в річках, тобто до 51,0—51,5 м, рівень берегової смуги становить 51,4 м.
Найінтенсивніші зміни рельєфу на території сучасного заповідника відбувалися після побудови греблі Дніпрогесу у 1932 році. У 1933—1934 рр. рівень води тут було піднято на 1,5—2 м, що відповідає середньому рівню 49,7 м над рівнем моря. Під час війни 1941—1945 років гребля була зруйнована, що повернуло рівень води до попереднього стану. Після відновлення греблі у 1950 році відновився і рівень води, а після пуску другого блоку Дніпрогесу в 1960-х роках та будівництва Дніпродзержинскої ГЕС рівень води був піднятий до 51,4 м над р. м. Отже після будівництва каскаду Дніпровських водосховищ загальний підйом рівня Дніпра в районі заповідника, в порівнянні з природним, склав 3,0—3,5 м, що призвело до затоплення частини заплави, зміни конфігурації берегів і площі водойм.
Клімат тут сухий і жаркий. Середня температура січня становить −5,5°С, а липня +21,5°С, річна кількість опадів — 430 мм.
На території заповідника відмічено 34 різновиди ґрунтів, серед яких переважають дернові, заплавно-лучні, лучно-болотні та болотні ґрунти.

## Флора

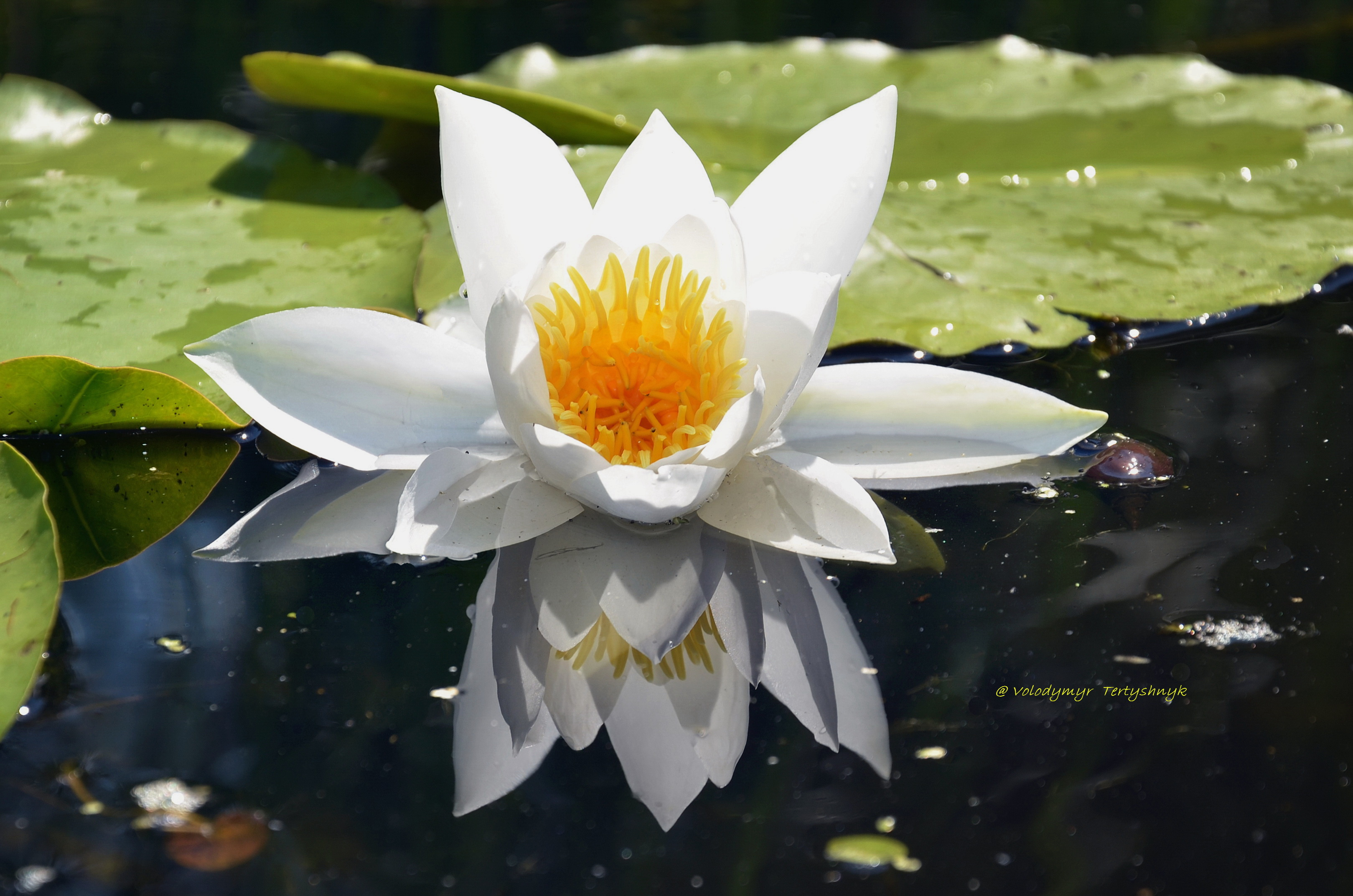
Лілея на Орілі

На сьогодні заповідник — це своєрідний острів майже незміненої дикої природи, що розташований в оточенні агроіндустріального ландшафту, «затиснутий» поміж двома промисловими гігантами — містами Дніпро і Кам'янське. Заплавна частина включає фрагментарні ділянки середньозаплавних лісів (в деревостані тополі чорна та біла, верба біла, дуб, в'яз, вільха), вологих та сухих лук, систему заплавних озер з великою кількістю проток, заболочених ділянок, островів. Аренна частина характеризується наявністю ділянок піщаного степу, чагарникових асоціацій із шелюги та чорноклену, штучних соснових та білоакацієвих насаджень. Інтразональність природно-територіального комплексу заповідника надає йому унікальності, відіграє важливу роль в збереженні біорізноманіття флори і фауни всього регіону.
У рослинному покриві заповідника переважають ліси, бл. 89 % яких відносяться до типу довготривало заплавних. З них найпоширенішими є дубові ліси татарськокленові з переважанням яглиці або конвалії за участю зірочника лісового, розхідника шорсткого, маруни щиткової, гравілату міського, грястиці збірної, медунки темної, фіалки дивної тощо. Крім дубових, незначні площі займають ліси з верби білої, тополі білої, осокора або вільхи.
До Зеленої книги України занесено рослинні угруповання однієї лісової групи асоціацій (група асоціацій звичайнодубових лісів татарськокленових), однієї степової формації (формація ковили дніпровської) та п'яти водних формацій (формації сальвінії плаваючої, водяного горіха плаваючого, куширу донського, латаття білого, глечиків жовтих).

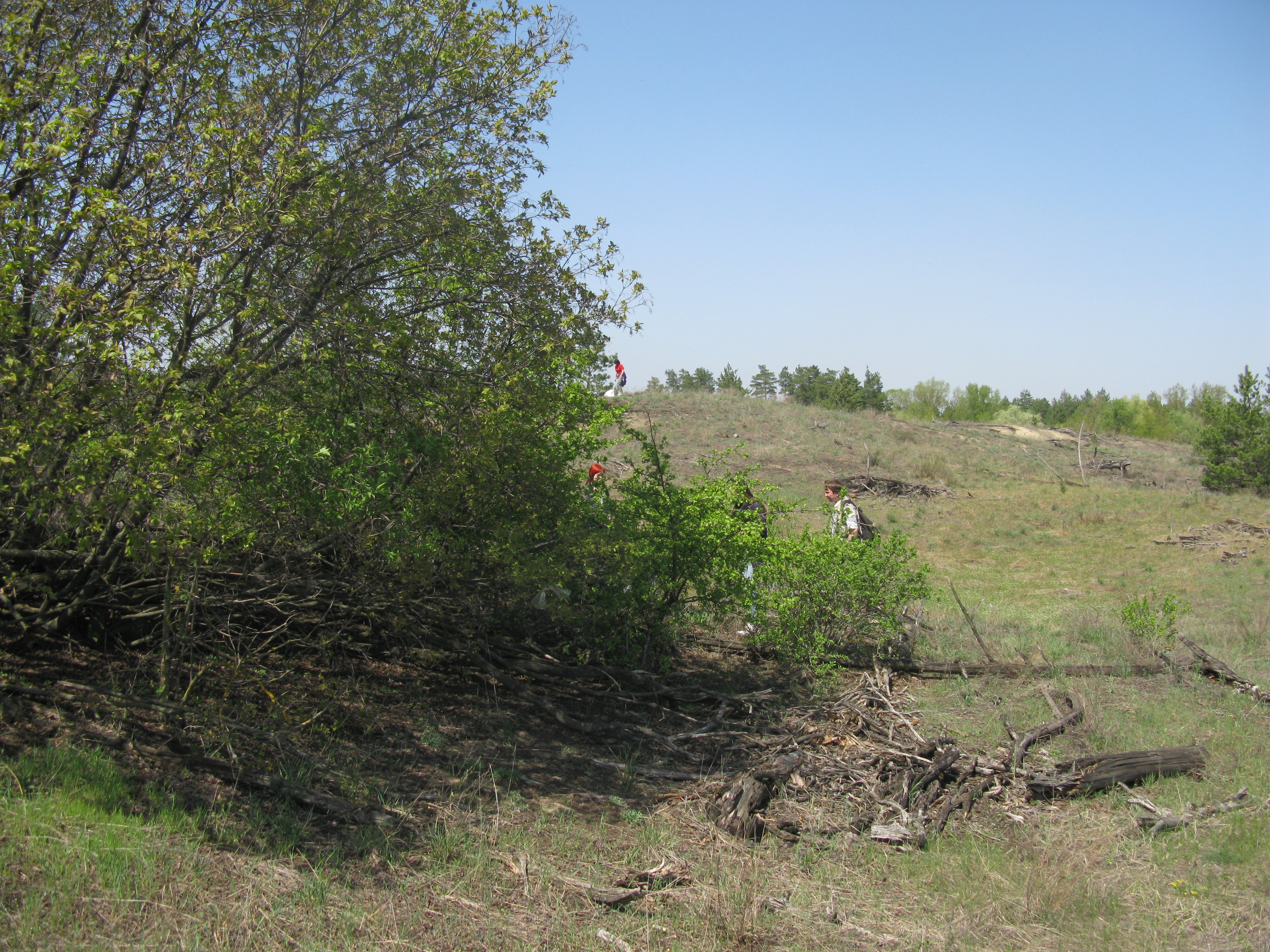
Кущі чорноклену

Флора заповідника представлена 871 видом судинних рослин, 32 видами мохоподібних, 25 видами лишайників. З них до Червоної книги України занесено 12 видів, а саме: плодоріжка болотна, зозулинець шоломоносний, коручка болотна, тюльпан дібровний, рястка Буше, шафран сітчастий, сон чорніючий, ковила дніпровська, водяний горіх плаваючий, сальвінія плаваюча, пальчатокорінник травневий, підсніжник складчастий, до Європейського червоного списку — 3 види: жовтозілля дніпровське, козельці українські та кушир донський. У межах заповідника охороняються також 64 види рослин, віднесені до рідкісних видів Дніпропетровської області.

## Фауна

### Загальні показники біологічного розмаїття
На тлі значного збіднення тваринного світу в регіоні територія заповідника значно вирізняється за кількістю видів тварин, що мешкають тут. Загальна кількість видів природної фауни, зареєстрованих у заповіднику, становить понад 2000. Серед безхребетних найбільшим різноманіттям відрізняються комахи, їх під час інвентаризації фауни було відмічено близько 1500 видів. У заповіднику мешкають також 24 види молюсків, 92 види ракоподібних, 3 види губок, 3 види кишковопорожнинних.
Із червонокнижних комах на території заповідника трапляються совка розкішна, бражник дубовий, ведмедиця велика, дозорець-імператор, жужелиця угорська, жук-олень, ксилокопа звичайна, пістрянка весела, подалірій, сколія степова, цератофій багаторогий та інші, загалом 18 видів.
Із хребетних на сьогодні в межах заповідника виявлено 50 видів риб, 8 — земноводних, 8 — плазунів, 185 — птахів, 38 видів ссавців.

### Риби
Значна площа акваторій заповідника (близько 30 % від його загальної площі) обумовила багатство рибного населення цих водойм. З 54 видів риб, які відмічаються в Дніпровському водосховищі, у водоймах заповідника за час його існування зареєстровано 50 видів риб, які відносяться до 11 рядів та 13 родин: Acipenser ruthenus Linnaeus, 1758, Alosa immaculata  Bennett, 1835, Clupeonella cultriventris  (Nordmann, 1840), Esox lucius Linnaeus, 1758, Rutilus rutilus  (Linnaeus, 1758), Leuciscus leuciscus (Linnaeus, 1758), Squalius cephalus (Linnaeus, 1758),  Petroleuciscus borysthenicus  (Kessler, 1859),  Leuciscus idus  (Linnaeus, 1758), Scardinius erythrophthalmus (Linnaeus, 1758), Ctenopharyngodon idella  (Valenciennes, 1844), Leuciscus aspius (Linnaeus, 1758), Leucaspius delineatus (Heckel, 1843), Tinca tinca (Linnaeus, 1758), Chondrostoma nasus (Linnaeus, 1758), Pseudorasbora parva  (Temminck & Schlegel, 1846), Gobio gobio  (Linnaeus, 1758), Alburnus alburnus (Linnaeus, 1758), Blicca bjoerkna (Linnaeus, 1758), Abramis brama (Linnaeus, 1758), Ballerus ballerus (Linnaeus, 1758), Pelecus cultratus (Linnaeus, 1758), Rhodeus sericeus (Pallas, 1776), Carassius carassius (Linnaeus, 1758), Carassius gibelio (Bloch, 1782), Cyprinus carpio Linnaeus, 1758, Hypophthalmichthys molitrix (Valenciennes, 1844), Hypophthalmichthys nobilis (Richardson, 1845), Cobitis taenia Linnaeus, 1758, Misgurnus fossilis (Linnaeus, 1758), Silurus glanis Linnaeus, 1758, Anguilla anguilla (Linnaeus, 1758), Atherina boyeri Risso, 1810, Lota lota (Linnaeus, 1758), Pungitius platygaster (Kessler, 1859), Gasterosteus aculeatus Linnaeus, 1758, Syngnathus abaster Risso, 1827, Lepomis gibbosus (Linnaeus, 1758), Sander lucioperca (Linnaeus, 1758), Sander volgensis (Gmelin, 1789), Perca fluviatilis Linnaeus, 1758, Gymnocephalus cernua (Linnaeus, 1758), Neogobius melanostomus (Pallas, 1814), Ponticola kessleri (Günther, 1861), Neogobius fluviatilis (Pallas, 1814), Babka gymnotrachelus (Kessler, 1857), Mesogobius batrachocephalus (Pallas, 1814), Proterorhinus marmoratus (Pallas, 1814), Benthophiloides brauneri Beling & Iljin, 1927, Benthophilus stellatus (Sauvage, 1874). Створення заповідника позитивно вплинуло на процес збереження та відтворення іхтіофауни регіону. Найбільшим видовим складом та чисельністю риб відрізняються водойми Таромських плавнів та руслової частини Дніпра. Значну роль водойми заповідника відіграють у відтворенні та нагулі молоді риб всієї верхньої ділянки Дніпровського водосховища, оскільки інші заплавні системи верхів'я водосховища зазнали значної антропогенної трансформації. Найпоширеніші у водоймах заповідника щука, плітка, бобирець, краснопірка, верхівка, лин, верховодка, плоскирка, лящ, гірчак, карась сріблястий, щипавка, судак, окунь, бичок-цуцик. Тут мешкають такі види, як ялець, бобирець, підуст, синець, чехоня, миньок та колючка триголкова, що входять до Червоного списку Дніпропетровської області, трапляється стерлядь — вид, занесений до Червоної книги України.

### Земноводні і плазуни
Для земноводних природні умови заповідника є оптимальними. Тут мешкають тритон гребінчастий, кумка червоночерева, часничниця звичайна, ропуха зелена, райка деревна, жаба гостроморда і інші. Із плазунів трапляються черепаха болотяна, ящірка прудка, вуж звичайний і водяний, а з рідкісних видів — мідянка і гадюка степова.

### Птахи
Найбільшим видовим різноманіттям хребетних вирізняється орнітофауна. За період існування заповідника за матеріалами інвентаризації на його території відмічено перебування 196 виду птахів із 45 родин, 16 рядів. За характером перебування на території заповідника вони поділяються на пролітних — 16 видів, зимуючих — 14, гніздуючих з невстановленим статусом перебування — 151 вид. Територія заповідника є місцем концентрації птахів на гніздуванні та в період сезонних міграцій. Частка навколоводних та водно-болотних птахів із загального числа видів становить 35 %, хижих птахів — 9 %, інших — 56 %. Найповніше тут представлені горобцеподібні — їх зареєстровано 75 видів.
На сьогодні в заповіднику відмічено 10 видів птахів, які занесені до Червоної книги України, 2 види — з Європейського Червоного списку, 29 видів — рідкісні та зникаючі птахи, котрі підлягають охороні в межах Дніпропетровської області. В заплавній частині заповідника мешкає найбільша в регіоні колонія сірої чаплі. Із червонокнижних птахів тут охороняються орлан-білохвіст, скопа, змієїд, гоголь, чернь білоока, коловодник ставковий, кулик-сорока, журавель сірий. Дніпровсько-Орільська заплава віднесена до водно-болотних угідь міжнародного значення.

### Ссавці
На сьогодні у межах заповідника виявлено 44 видів ссавців (6 видів комахоїдних, 8 — кажанів, 9 — хижих, 1 — зайцеподібних, 15 — мишоподібних та 5 — копитних). Серед них — 13 видів занесено до Червоної книги України: вечірниця велетенська, вечірниця мала, горностай, видра річкова, мишівка південна, білозубка білочерева, лось, нетопир-карлик, лилик двоколірний, кажан пізній,  вечірниця руда, нетопир середземноморський, нетопир Натузіуса.
Тут охороняються також 25 видів тварин, що підлягають особливій охороні і занесені до 2 та 3 додатків Бернської конвенції.
Із аборигенних видів у заповіднику мешкають їжак білочеревий, вовк, лисиця руда, заєць сірий, бобер європейський, свиня дика, сарна європейська та лось звичайний, з інтродукованих видів — єнот уссурійський, ондатра, вивірка лісова та олень плямистий.

### Раритетне ядро
Загалом на території заповідник мешкають 12 видів, занесених до Європейського червоного списку, 39 видів, занесених до Червоної книги України, 139 видів тварин, що підлягають особливій охороні згідно з Бернською конвенцією, та близько 40 регіонально рідкісних видів.
В умовах інтенсивно техногенного і рекреаційного пресу на екосистеми, існування заповідника є умовою збереження біорозмаїття флори і фауни всього регіону.

## Контактна інформація заповідника
- Адреса: 52030, Дніпропетровська область, Дніпровський район, територія Обухівської селищної ради, комплекс будівель та споруд № 1

## Наукові публікації
1. Zhukov, O., Kunah, O., Dubinina, Y., Zhukova, Y., Ganga, D. (2019). The effect of soil on spatial variation of the herbaceous layer modulated by overstorey in an Eastern European poplar-willow forest. Ekológia (Bratislava). 38(3), 353–372. DOI:10.2478/eko-2019-0020 https://www.researchgate.net/publication/335137722_The_effect_of_soil_on_spatial_variation_of_the_herbaceous_layer_modulated_by_overstorey_in_an_Eastern_European_poplar-willow_forest
2. Zhukov, O.V., Bondarev, D. L., Yermak, Y. I., Fedushko, M. P. (2019). Effects of temperature patterns on the spawining phenology and niche overlap of fish assemblages in the water bodies of the Dnipro River basin. Ecologica Montenegrina, 22, 177–203. https://www.biotaxa.org/em/article/view/57311/54596 [Архівовано 29 вересня 2019 у Wayback Machine.]
3. Жуков А. В.  Эколого–биохимическая характеристика дождевых червей Днепровско–Орельского заповедника // Екологічні основи оптимізації режиму охорони і використання природно–заповідного фонду. Тези доповідей міжн. наук. практичн. конфер. – Рахів. – 1993. – С. 153–155.
4. Трифанова М. В. Дослідження консортивних зв'язків у біогеоценозах та охорона природи / М. В. Трифанова, О. М. Кунах, О. В. Жуков. — Дніпропетровськ: ДНУ, 2015. — 111 с. DOI: 10.13140/RG.2.1.2038.4488
5. Барсов В. О. Оцінка сучасного стану булавовоусих лускокрилих Дніпровсько–Орільського заповідника /  В. О. Барсов // Заповідна справа в Україні. — 2001. — Т. 7, вип. 1. — С. 39–43.
6. Жуков О. В.   Просторова варіабельність електропровідності ґрунтів арени долини р. Дніпро (у межах природного заповіднику «Дніпровсько–Орільський») / О. В. Жуков, О. М. Кунах, В. О. Таран, М. М. Лебединська // Біологічний вісник МДПУ імені Богдана Хмельницького. — 2016. — № 6 (2), — С. 129—157
7. Жуков О. В.   Функциональная структура сообщества мезопедобионтов дерново–боровой почвы арены р. Днепр / О. В. Жуков, О. Н. Кунах, В. А. Новикова // Вісник Дніпропетровського університету. Біологія, екологія. — 2016. — 24(1). — C. 26–39.
8. Бондарев Д. Л. Іхтіофауна природного заповіднику «Дніпровсько–Орільський» / Д. Л. Бондарев // Наук. зап. Терноп. нац. пед. ун–ту. Сер. Біол., 2015, №3–4 (64). – С. 62–66.
9. Бондарев Д.Л. Фауна рыб Днепровско–Орельского заповедника на современом этапе функционирования Днепровского водохранилища /   Д.Л. Бондарев,  О.А. Христов,  В.Н. Кочет // Биологические исследования на прироохранніх территориях и биологических стационарах. – Х.: ХГУ, 1999. – С.31–32.
10. Бондарєв Д. Л. Фауна риб прибережної зони Дніпровсько–Орільського заповідника на сучасному етапі розвитку іхтіоценозу /   Д. Л. Бондарєв // Вісник Дніпропетровського університету. Біологія. Екологія. – 2004. – Вип. 12, т. 1. – С. 7–12.
11. Антонец Н. В. Барсук, Meles meles, в Днепровско-Орельском заповеднике // Вестник зоологии. — 2002. — Том 36 (5). — С. 96.
12. Антонец Н. В. Виды рода Mus (Rodentia): курганчиковая и домовая мыши песчаной степи Днепровско-Орельского заповедника // Природничі науки на межі століть. — Ніжин: НДПУ, 2004. — С. 4-5.
13. Антонец Н. В. Восстановление биоразнообразия пойменных природных комплексов Днепровско-Орельского заповедника // Роль охоронюваних природних територій у збереженні біорізноманіття. — Канів: Фітосоціоцентр, 1998. — С. 265—266.
14. Антонец Н. В. Дикие копытные животные Днепровско-Орельского заповедника // Состояние природных комплексов Крымского природного заповедника и других заповедных территорий Украины, их изучение и охрана. — Алушта, 2003. — С. 158—160.
15. Антонец Н. В. К фауне грызунов Днепровско-Орельского заповедника // Бюлл. Самарская Лука. — Самара, 1996. — Вып. 7. — С. 243—245.
16. Антонец Н. В. Ондатра в Днепровско-Орельском заповеднике // Фальцфейнівські читання. — Херсон: Терра, 2005. — Том І. — С. 43-45.
17. Антонец Н. В. Современное состояние редких видов млекопитающих Днепровско-Орельского заповедника // Состояние, изучение и сохранение заповедных природных комплексов лесостепной зоны. — Воронеж: ВГУ, 2000. — С. 146—147.
18. Антонец Н. В., Окулова Н. М. Восточноевропейская полевка (Microtus rossiaemeridionalis Ognev) Днепровско-Орельского заповедника // Териофауна России и сопредельных территорий (VII Съезд териол. о-ва). — М.: ВТО, 2003. — С. 21.
19. Антонец Н. В., Окулова Н. М. Мелкие млекопитающие Днепровско-Орельского природного заповедника // Состояние особо-охраняемых природных территорий Европейской части России. — Воронеж: ВГУ, 2005.
20. Антонец Н. В., Окулова Н. М. Мышь лесная в Днепровско-Орельском заповеднике // Матер. Всерос. научно-практ. конф., посвящ. 175-летию П. П. Семенова-Тян-Шанского. — Липецк: ЛГПУ, 2002. — Том 2. — С. 3-5.
21. Антонець Н. В. Бобри Дніпровсько-Орільського природного заповідника // Зоологічні дослідження в Україні на межі тисячоліть. — Кривий Ріг: І. В. І., 2001 — С. 156—159.
22. Антонець Н. В. Дрібні ссавці степових ділянок Дніпровсько-Орільського заповідника // Заповідна справа в Україні. — Канів: КНУ, 2001. — Том 7 (1). — С. 33-37.
23. Антонець Н. В. Особливості екології дикого кабана Дніпровсько-Орільського заповідника // Науковий вісник ДЛТУ. — Львів: ДЛТУ, 2003. — Том 13 (2).
24. Антонець Н. В. Особливості теріофауни Дніпровсько-Орільського природного заповідника // Біорізноманіття та роль зооценозу в природних і антропогенних екосистемах. — Дніпропетровськ: ДНУ, 2005. — С. 454—456.
25. Антонець Н. В. Стан збереження теріофауни Дніпровсько-Орільського заповідника // Національні природні парки: проблеми становлення і розвитку. — Яремче: Надвірнянська друкарня, 2000. — С. 12-16.
26. Антонець Н. В. Сучасний стан різноманітності Rodentia й Insectivora Дніпровсько-Орільського заповідника // Збереження біорізноманітності в Україні. — Київ: Егем, 1997. — С. 16.
27. Антонець Н. В. Хижі ссавці Дніпровсько-Орільського заповідника // Роль природно-заповідних територій у підтриманні біорізноманіття. — Канів: КНУ, 2003. — С. 186—187.
28. Антонець Н. В., Окулова Н. М. Дрібні ссавці заплавних ділянок Дніпровсько-Орільського заповідника // Заповідна справа в Україні. — Канів, 2004. — Том 10 (1-2). — С. 34-40.
29. Антонець Н. В., Окулова Н. М. Мала лісова і лісова миші та східноєвропейська нориця Дніпровсько-Орільського заповідника // Сучасні проблеми зоологічної науки. — Київ, Канів: КНУ, 2004. — С. 12-14.
30. Антонець Н. В., Ружіленко Н. С. Знахідка курганцевої миші (Mus spicilegus) на острівних територіях Дніпровсько-Орільського заповідника [Find Mound-Building Mouse Mus spicilegus on the Island Territories of Dniper-Orelski Natural Reserve] // Вестник зоологии. — 2002. — Том 36, № 4. — С. 92.
31. Герасимова О. В. Chlorophyta заплавних водойм Дніпровсько-Орільського природного заповідника (Україна) // Актуальні проблеми дослідження та збереження фіторізноманіття: Матеріали конференції молодих учених-ботаніків (Нац. дендрологічний парк «Софіївка» НАНУ, Умань, 6-9 вересня 2005 р.). — Київ, 2005. — С. 31-32.
32. Герасимова О. В. Euglenophyta Дніпровсько-Орільського природного заповідника // Заповідна справа в Україні. — 2005. — Т. 11, вип. 1. — С. 15-19.
33. Герасимова О. В. Видовой состав водорослей водоемов разного типа Днепровско-Орельского природного заповедника (Украина) // Альгология. — 2006. — Т. 16, № 1. — С..
34. Герасимова О. В. Материалы к альгофлоре Днепровско-Орельского природного заповедника (Украина) // Микология и альгология — 2004: Материалы юбилейной конференции, посвященной 85-летию кафедры микологии и альгологии МГУ им. М. В. Ломоносова. — М., 2004. — С. 45-46.
35. Герасимова О. В. Матеріали до альгофлори Дніпровсько-Орільського природного заповідника. 1. Озера Таромського уступу // Актуальные проблемы ботаники и экологии: Материалы конференции молодых ученых-ботаников Украины (Одесса, 26-29 сентября 2003 г.). — Одесса, 2003. — С. 12-13.
36. Герасимова О. В. Матеріали до альгофлори Дніпровсько-Орільського природного заповідника. 2. Водойми Миколаївського уступу // Актуальні проблеми ботаніки та екології: Матеріали конференції молодих учених-ботаніків (Канів, 7-10 вересня 2004 р.). — Київ, 2004. — Вип. 9. — С. 15-16.
37. Герасимова О. В. Матеріали до флори водоростей Дніпровсько-Орільського природного заповідника (Україна) // Наукові записки Тернопільського нац. пед. університету ім. В. Гнатюка. Серія: Біологія. Спец. випуск: Гідроекологія. — 2005. — № 3 (26). — С. 77-79. 
Герасимова О. В. Редкие виды водорослей водоемов Днепровско-Орельского природного заповедника (Украина) // Альгология. — 2005. — Т. 15, № 4. — С. 451—458.
38. Герасимова О. В. Эвгленовые водоросли Днепровско-Орельского природного заповедника (Украина) // Актуальные проблемы современной альгологии: Тез. докл. III Междунар. конф. / Под ред. Т. В. Догадиной. — Харьков, 2005. — С. 35.
39. Герасимова Ольга Володимирівна. Флора водоростей водойм Дніпровсько-Орільського природного заповідника (Україна): дис… канд. біол. наук: 03.00.05 / НАН України; Інститут ботаніки ім. М. Г. Холодного. — К., 2006. — 279арк. : рис., табл. — Бібліогр.: арк. 252—279.
40. Онуфриев Р. А., Пономаренко А. Л. О гнездовой орнитофауне Днепровско-Орельского заповедника // Материалы юбилейной международной научной конференции, посвященной 20-летию Азово-Черноморской орнитологической рабочей группы, Одесса, 10-14 февраля 2000 г. — Одесса, «АстроПринт», 2000, С.48-49.
41. Соловьев С. В., Бригадиренко В. В. Зоологическая индикация пойменного почвообразования в условиях Днепровско-Орельского заповедника // Роль природно-заповідних територій у підтриманні біорізноманіття. — Канів, 2003. — С. 332—333.
42. Майорова А. Д., Хитерман И. Б., Окулова Н. М., Антонец Н. В. Биологическое разнообразие эктопаразитов на мелких млекопитающих Днепровско-Орельского заповедника // Териофауна России и сопредельных территорий (VII Съезд териол. о-ва). — М.: ВТО, 2003. — С. 206—207.
43. Майорова А. Д., Хитерман И. Б., Окулова Н. М., Антонец Н. В. Эктопаразиты мелких млекопитающих Днепровско-Орельского заповедника // Териологические исследования. — С.-Петербург: ТО РАН, 2003. — Вып. II. — С. 74-83.
44. Манюк В. В. До розповсюдження і типології середньозаплавних дібров Дніпровсько-Орільського заповідника і прилеглих ділянок долини Дніпра. // Вісник Дніпропетровського Університету. Біологія. Екологія. Вип. 9. Т. 1.- Дніпропетровськ: Вид-во Дніпропетровського університету, 2001. — С. 147—152.
45. Манюк В. В. До розповсюдження і типології середньозаплавних дібров Дніпровсько-Орільського заповідника і прилеглих ділянок долини Дніпра. // Вісник Дніпропетровського Університету. Біологія. Екологія. Вип. 9. Т. 1.- Дніпропетровськ: Вид-во Дніпропетровського університету, 2001. — С. 147—152.
46. Манюк В. В. Нарис рослинності Дніпровсько-Орельського природного заповідника. // Заповідна справа в Україні. — Канів, 2000.- С.7-14.
47. Манюк В. В., Соловйов С. В. До характеристики фітоценотичного біорізноманіття Дніпровсько-Орельського природного заповідника. // Роль охоронюваних природних територій у збереженні біорізноманіття (матеріали міжнародної конференції, присв. 75-річчю Канівського природного заповідника).- Канів, 1998. С. 76-77.
48. Окулова Н. М., Антонец Н. В. Морфометрические особенности мышей рода Apodemus Днепровско-Орельского заповедника // VI Съезд териологического общества. — М.: Россельхозакадемия, 1999. — С. 182.
49. Окулова Н. М., Антонец Н. В. Сравнительная характеристика экологии мышей рода Apodemus (Rodentia, Muridae) Днепровско-Орельского заповедника // Поволжский экологический журнал. — Саратов: РАН, 2002. — № 2. — С. 108—129.
50. Чегорка П. Т., Манюк В. В. Національна святиня. Розповідь про Дніпровсько-Орельський природний заповідник // Труд. Приднепровье.- 1996.- № 2.- март.
51. Чегорка П. Т., Манюк В. В., Онуфріїв Р. А. Про необхідність розширення Дніпровсько-Орельського природного заповідника. // Актуальні питання збереження і відновлення степових екосистем (матеріали міжнародної конференції, присвяченої 100-річчю заповідання Асканійського степу).- Асканія-Нова, 1998.- С. 348—350.